# Poylu (Samux)
Poylu è un comune dell'Azerbaigian situato nel distretto di Samux. Conta una popolazione di 568 abitanti.